# لیموناد و براونی
لیموناد و براونی (به انگلیسی: Lemonade and Brownies) اولین آلبوم استودیویی گروه راک آمریکایی شوگر ری است. این آلبوم در آوریل ۱۹۹۵ با برچسب آتلانتیک رکوردز منتشر شد. روی جلد این آلبوم تصویری از نیکول اگرت هنرپیشهٔ آمریکایی دیده می‌شود.
شوگر ری در لیموناد و براونی تصویری از یک گروه پانک متال با تمایلات فانک و هیپ هاپ را در معرض نمایش گذاشت، ترکیبی که به نظر می‌آمد برای موفقیت در روزهای پر تب و تاب موسیقی آلترنتیو مناسب باشد، اما این آلبوم در جدول‌های فروش ناموفق بود. به‌عقیدهٔ استیون توماس ارلواین از آل‌میوزیک آلبوم لیموناد و براونی، فاقد هر نوع ویژگی متمایزکننده است.
| بررسی انتقادی  | بررسی انتقادی |
| منبع           | رتبه‌بندی      |
| -------------- | ------------- |
| آل‌میوزیک       | [ ۴ ]         |
| لس آنجلس تایمز | [ ۱ ]         |